# Glenda Farrell
Glenda Farrell (30 de junio de 1904 - 1 de mayo de 1971) fue una actriz cinematográfica estadounidense.

## Biografía
Nacida en Enid (Oklahoma), llegó a Hollywood a finales de la época del cine mudo. 
Empezó su carrera con una compañía teatral a los 7 años de edad interpretando a Little Eva en La cabaña del tío Tom. Alternaba el trabajo en diferentes compañías teatrales de Broadway con su educación.
Formó parte del reparto de Cobra y The Best People junto a la actriz Charlotte Treadway, en el teatro Morosco de Los Ángeles (California), en 1925.

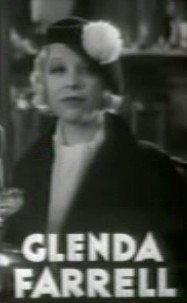
Farrell en una escena de The Keyhole.

Farrell firmó un contrato a largo plazo con la productora First National Pictures en julio de 1930. Le dieron un papel principal en El pequeño César / Hampa dorada (Little Caesar, 1931), dirigida por Mervyn LeRoy.
Warner Bros firmó con ella para recrear en el cine su papel interpretado en la obra de Broadway Life Begins (La vida empieza). Farrell intervino en veinte películas en su primer año con el estudio. Se especializó en el papel de la típica rubia ocurrente, casquivana e insensible de los primeros títulos del cine sonoro, junto a su compañera de la Warner Bros Joan Blondell, con la cual trabajó frecuentemente. 
Su personaje descarado fue utilizado con éxito en El pequeño César / Hampa dorada (Little Caesar, 1931), junto a Edward G. Robinson, en I Am a Fugitive from a Chain Gang (Soy un fugitivo) (1932) junto a Paul Muni, en Havana Widows (1933) junto a Blondell, y en Mystery of the Wax Museum (1933), junto a Lionel Atwill y Fay Wray.
Llegó a ser una de las actrices de la Warner más prolíficas de los años treinta, consolidando su éxito con su propia serie de películas, con el papel de Torchy Blane "Chica Reportera". Con relación a este papel, se promocionó que Farrell era capaz de hablar 400 palabras en 40 segundos. 
Cuando expiró su contrato con la Warner en 1939, enfocó su carrera nuevamente al teatro. Decía que trabajar en el teatro le daba una mayor individualidad que el cine, «que es frustrante porque sientes que no tienes ningún poder sobre lo que estás haciendo».
En su vida privada estuvo prometida con el guionista de Hollywood Robert Riskin a principios de los años treinta. Se casó con Jack Durant, del grupo de vodevil Mitchell and Durant en junio de 1931. En 1941 se casó con el Dr. Henry Ross. Su hijo es el actor Tommy Farrell.
Farrell pasó de moda en los años cuarenta, pero más tarde volvió a la pantalla y ganó un Emmy en 1963 por su trabajo en la serie de televisión Ben Casey. 
Apareció en la obra de Broadway Forty Carats en 1969, época en la que se le diagnosticó cáncer de pulmón. 
Siguió con la obra hasta que se vio forzada a abandonarla a causa de su enfermedad en noviembre de 1970. Falleció a los 67 años de edad en su domicilio de Nueva York, y fue enterrada en el cementerio Post de la Academia Militar de West Point. 
Glenda Farrell tiene una estrella en el Paseo de la Fama de Hollywood por su contribución al cine, en el 6524 de Hollywood Boulevard.

## Curiosidades
El personaje de cómic Lois Lane (la famosa novia de Superman) fue inspirado (junto con la actriz Lola Lane) por su figura, según comentó el propio autor en una carta dirigida a la revista Time el 30 de mayo de 1988, con motivo del 50.º aniversario del personaje.